# Ногеруелас
Ногеруелас (ісп. Nogueruelas) — муніципалітет в Іспанії, у складі автономної спільноти Арагон, у провінції Теруель. Населення — 237 осіб (2010).
Муніципалітет розташований на відстані близько 260 км на схід від Мадрида, 41 км на схід від міста Теруель.

## Демографія
Динаміка населення (INE ):